# Casa Fenoglio-Lafleur

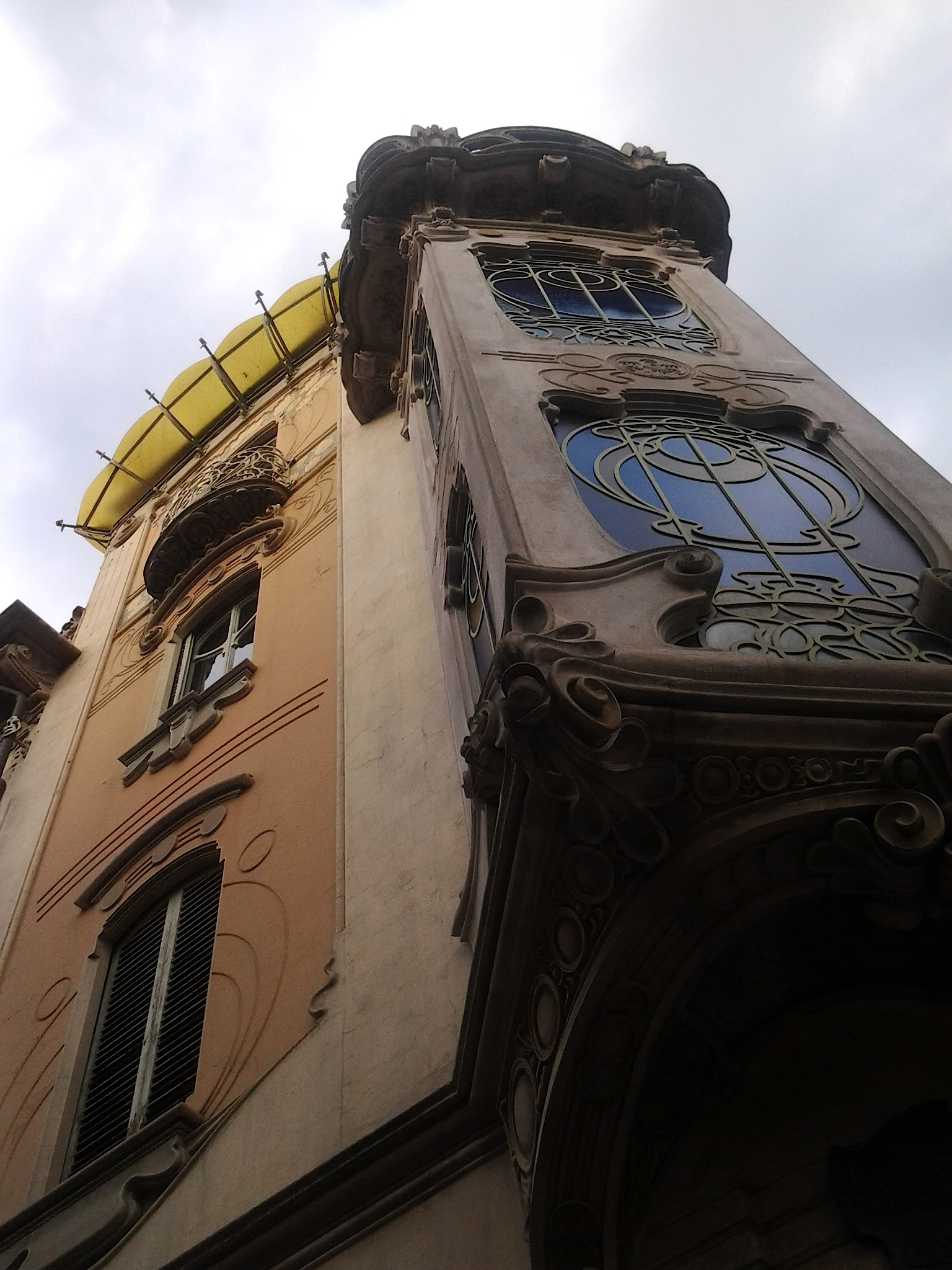
Un detalle del mirador.

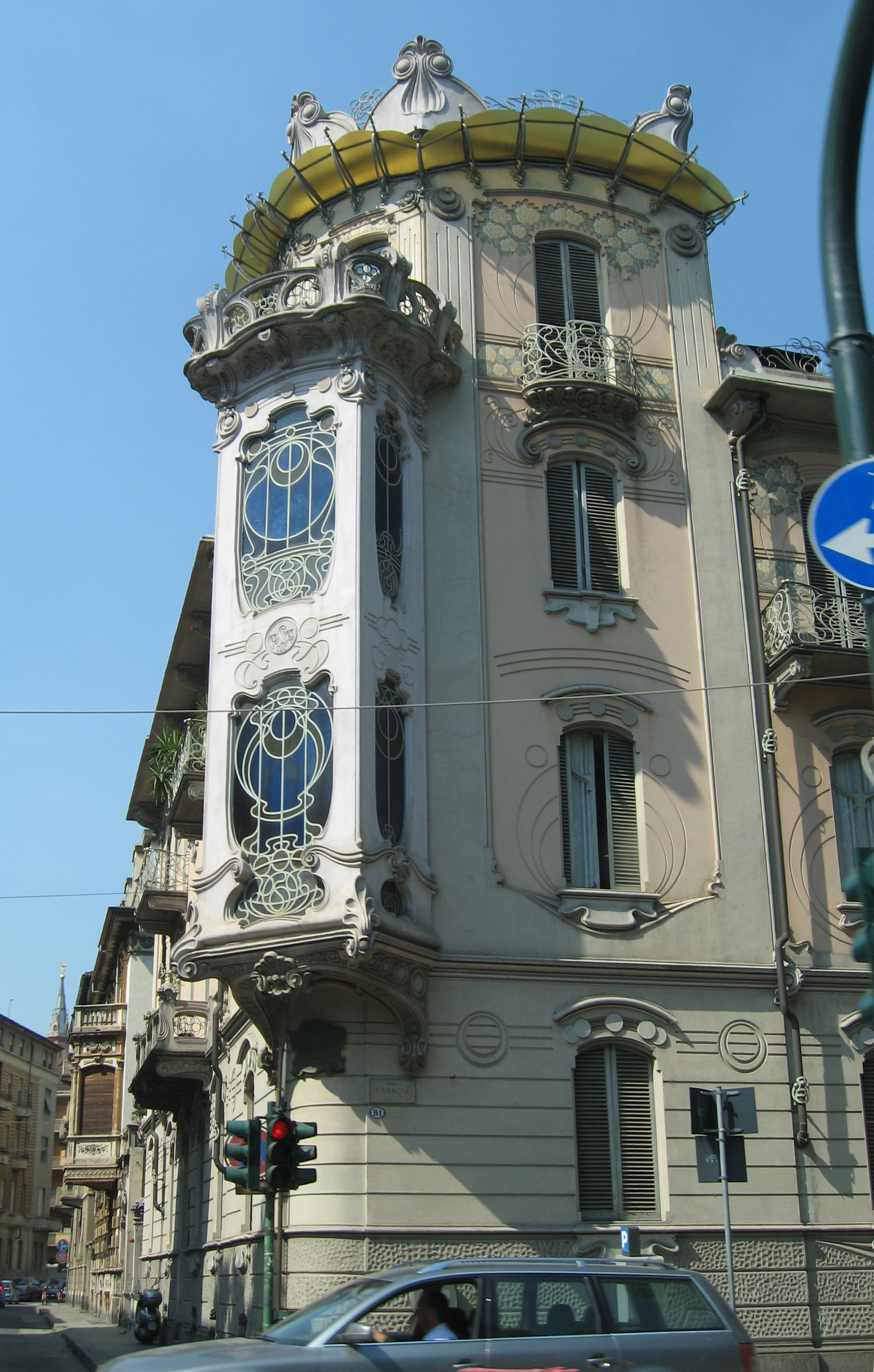
Otro detalle del mirador angular.

La Casa Fenoglio-Lafleur es un edificio histórico situado en la ciudad de Turín, Italia, considerado uno de los mejores ejemplos del estilo Liberty italiano y un emblema del Liberty turinés.
Incluida en el barrio San Donato, el edificio está en el centro de una zona de gran interés arquitectónico que cuenta con una gran densidad de edificios Liberty y neogóticos, que incluye también el barrio  confinante Cit Turin. Proyectada en 1902 por el ingeniero Pietro Fenoglio como su residencia privada, representa uno de los mejores testimonios del Liberty italiano, capaz de competir con las mejores expresiones de relevancia internacional.

## Historia
En realidad Fenoglio y su familia no vivieron mucho tiempo en el edificio, que fue vendido al empresario francés Lafleur. Él lo habitó hasta su muerte y sus herederos cedieron la propiedad a la organización filantrópica turinesa La Benefica, que albergó durante algunos años a sus "jóvenes vagabundos".
Se salvó de los bombardeos de la Segunda Guerra Mundial, pero posteriormente vivió un periodo de decadencia, hasta que se dividió para ser vendida de nuevo a privados que se ocuparon de una cuidada restauración. Actualmente contiene algunos estudios profesionales y residencias privadas.

## Características
El edificio está situado en el límite del centro histórico y se distribuye en tres plantas más el ático. Se caracteriza por su privilegiada disposición en la esquina del Corso Francia con la Via Principi d’Acaja, donde se encuentran la entrada principal (número 11) y el acceso al jardín interior. Fenoglio diseñó el edificio para ser su residencia, concibiéndola, según el gusto francés de la época, como "casa-estudio" . Esto favoreció una máxima libertad de expresión de su talento creativo, ocultando un probable intento de realizar ante todo un verdadero modelo estético, en el apogeo del Liberty turinés.
Aunque el edificio tiene una disposición bastante tradicional típica de una residencia de la alta burguesía, es un excelente y equilibrado ejemplo del uso combinado de materiales. Las decoraciones son muy ricas y coherentes con los motivos más recurrentes del Liberty, que se encuentran por todo el edificio, pero más abundantemente en la decoración del rosetón superior y en la característica esquina. Esta última constituye el elemento de conexión de las dos alas de todo el edificio y está adornada con un pronunciado mirador con cristales policromos que exhiben sinuosas forjas de hierro batido. Estas líneas vacilantes se reproducen en la elegante línea de la marquesina en vidrio que corona la terraza, que parece inspirada en las entradas del metro de París, diseñadas por Hector Guimard. Esta terraza ha sido reformada en la cuidada restauración realizada en los años noventa, que a devuelto al edificio a su esplendor original.
La obra de Fenoglio parece influenciada por la escuela del art nouveau francés y belga, no solo por la cuidada coherencia estilística, sino también por la ambición de conferir al edificio una connotación internacional.
Este fue el estímulo principal que empujó a Pietro Fenoglio a dedicarse personalmente al diseño de hasta el detalle más mínimo: desde el diseño de los marcos de las ventanas, a los relieves en litocemento, sin descuidar el espléndido portón interior que da acceso a la entrada principal, los marcos de las puertas, y el singular diseño de los radiadores de hierro fundido.